# DSB M 101–106
Die dieselelektrischen Lokomotiven der Baureihe DSB M 101–106 wurden 1927 von Danske Statsbaner (DSB) als erste Diesellokomotiven der Staatsbahn von Scandia A/S in Randers gebaut.
Zu Beginn der Beschaffung von Diesellokomotiven in Dänemark wurden alle Fahrzeuge der DSB bis zur Einführung von Baureihen mit „M“ beginnend durchnummeriert.

## Geschichte
Wie in anderen europäischen Ländern wurde in den 1920er Jahren in Dänemark versucht, den Zugbetrieb kostengünstiger zu gestalten und auf dampflokgeführte Züge zu verzichten. Dazu vereinbarten die dänische Lokomotivfabrik Scandia A/S und Frichs in den 1920er Jahren die gemeinsame Produktion von Diesellokomotiven. Scandia fertigte den Fahrzeugteil, Frichs die Maschinenanlage. Die elektrische Ausrüstung wurde von den Siemens-Schuckertwerken zugeliefert. Erste Lokomotiven wurden um 1925 an verschiedene dänische Privatbahnen geliefert.
Die Danske Statsbaner ließen 1927 sechs dieselgetriebene Drehgestelllokomotiven bei Scandia in Randers bauen. Zur damaligen Zeit wurden teilweise Fabriknummern für gesamte Serien vergeben, deshalb haben alle sechs Fahrzeuge die Fabriknummer 2121.

## Technik
Die Lokomotiven wurden mit einem Sechszylinder-Dieselmotor Frichs 640C ausgerüstet, der im Wagenkasten in Längsrichtung eingebaut wurde und mit einem direkt gekoppelten Stromerzeuger von Titan verbunden war. Die beiden elektrischen Antriebsmotoren wurden von Siemens geliefert und waren mit einem Getriebe mit den Treibachsen verbunden. Der Dieselmotor wurde elektrisch mit Batterien gestartet, die unten am Wagenkasten untergebracht waren. Der Dieselmotor konnte wahlweise mit drei oder mit sechs Zylindern betrieben werden, was mit dem Bedienungshandrad im Führerstand eingestellt wurde. Dieses Handrad war mit einer Totmannschaltung ausgestattet, die während der Fahrt ständig bedient werden musste. Die Bremswirkung trat etwa fünf bis zehn Sekunden nach dem Loslassen des Knopfes ein. Bei Geschwindigkeiten unter 15 km/h wirkte die Totmannschaltung nicht, damit der Lokführer vom Führerstandsfenster die Rangiersignale beobachten konnte.
Der Wagenkasten war mit Teakholz verkleidet. Die Lokomotiven erhielten einen Gepäckraum sowie ein verschließbares Postabteil mit Kachelofen. Sie hatten eine Druckluftbremse und konnten ein maximales Zuggewicht von 90 Tonnen befördern. An beiden Enden der Lokomotiven waren Führerstände, die eine gute Sicht auf die Strecke boten. Diese waren mit Übergangsbrücken ausgestattet, um in die mitgeführten Personenwagen zu gelangen.
Die Beleuchtungseinrichtungen der Lokomotiven wurden von Batterien versorgt, die wiederum von einer Rosenberg-Lichtmaschine mit 65 V gespeist wurden. Diese Lichtmaschine wurde mit einem Riemen von einer Achse angetrieben. Es konnten zudem die gekuppelten Personenwagen mit Strom versorgt werden.
Die Führerstandheizung erfolgte mit einem Radiator, der vom erwärmten Kühlwasser durchflossen wurde. Die Beiwagen mussten eigene Heizungen besitzen, die zumeist mit Koks befeuert wurden. Die Betriebsbremse war eine Einkammerluftdruckbremse von Knorr, zudem war eine Spindelfeststellbremse vorhanden. Das Signalhorn arbeitete mit Druckluft.

## Ersteinsatz
Die Lokomotiven M 101 bis 104 wurden dem 1. Distrikt (Seeland) zugeteilt, wo sie bis 1929 eingesetzt wurden. Sie befuhren die Sjællandske midtbane zwischen Næstved über Ringsted nach Hvalsø und beförderten Nachtpostzüge zwischen Kopenhagen und Masnedsund sowie nach Korsør. Einzelne Züge wurden zwischen Masnedsund und Næstved, Ringstedt und Kopenhagen sowie Kopenhagen und Frederikssund gefahren.
Die Reisezüge wurden unter der Kategorie HP 70 geführt („Hurtig persontog 70 km/t“) und bestanden höchstens aus acht Personenwagen. Teilweise verkehrte die schwache Lokomotive mit nur einem Personenwagen der Type FC auf der Sydbane oder auf der Vestbane, manchmal verstärkt durch einen Gepäckwagen der Type EF. Wenn auf der Midtbane zwischen Ringsted und Glumsø ein Milchgüterwagen mitgeführt wurde, wurde der Zug als LG 40 („Langsomt godstog 40 km/t“) geführt. Die Personenzüge auf der Syd- und Midtbane hatten dann 58 Plätze in der III. Klasse.
Wenn auf der Vestbane ein Personenwagen der Type FE verwendet wurde, standen 62 Plätze zur Verfügung. Auf dieser Strecke kamen keine zusätzlichen Postwagen zum Einsatz, es wurde das Postabteil der Lokomotive verwendet.
Mit der Anschaffung der Lokomotiven wurde ein Zeitungspostzug Kopenhagen–Korsør ab dem 1. August 1927 neu eingeführt. Die Lokomotive fuhr mit einem Postwagen um 1:04 Uhr in Kopenhagen ab und ersetzte sechs bis zu diesem Zeitpunkt auf der Straße beförderte LKW-Anhänger. Ab dem 2. Oktober 1927 wurde eine weitere Nachtpostzugverbindung zwischen Kopenhagen und Korsør sowie weiter nach Nyborg und Strib gefahren, die als Eilgutzug galt und Kopenhagen um 1:50 Uhr verließ. Ein weiterer Postzug verkehrte nach Masnedsund, er fuhr um 1:40 Uhr in Kopenhagen mit einem zweiachsigen Postwagen ab. Dabei wurden Wagen der Type DE oder DEK mit Postabfertigung verwendet.
Der Einsatz auf Seeland dauerte nicht lange. Den Reisezugverkehr übernahmen ab 1929 die Triangel-Triebwagen der Baureihe ML, für Güterzüge wurden die beiden stärkeren fünfachsigen MW, die 15 bis 17 Wagen befördern konnten, eingesetzt.
M 105 und 106 kamen nach der Ablieferung direkt zum Bahnbetriebswerk Tønder und waren auf der Strecke Aabenraa–Rødekro–Bredebro–Tønder unterwegs.

## DSB MT (I)
1928 wurden die sechs Lokomotiven mit der Einführung von Baureihen in die Baureihe MT (I) eingereiht, wobei die Betriebsnummern der Fahrzeuge gleich blieben.

### Einsatz
1929 wurden MT 102 bis 104 an den 2. Distrikt (Fünen und südliches Jütland mit Sitz in Aarhus) abgegeben, MT 101 folgte am 5. Mai 1930. Ab diesem Zeitpunkt war die gesamte Serie in Tønder beheimatet.
Das Einsatzgebiet beschränkte sich ab 1934 auf die südjütländischen Strecke zwischen Esbjerg, Bramming und Tønder. Einzelne Züge wurden nach Brande befördert, dies war die nördlichste Stadt, die die Lokomotiven erreichten. Die Zugreihung war auf der Tønderbane meist MT–EH–FC oder MT–EH–FC–DD, bei dem Zug nach Brande kam nur ein Personenwagen der Type FC zum Einsatz.
Bei einem Brand am 13. November 1936 mit Zug 519 zwischen Bramming und Horsbøl wurde MT 106 sehr stark beschädigt. Dies hatte die Ausmusterung am 8. Mai 1937 zur Folge, verschrottet wurde die Lokomotive 1939.
Von 1941 an waren MT 101, 103 und 105 in Tønder sowie 102 und 104 in Esbjerg abgestellt. Wegen Materialknappheit während des Zweiten Weltkrieges konnten die Motoren nicht mehr instand gesetzt werden. So wurden 1943 alle fünf Lokomotiven ausgemustert. Die Wagenkästen wurden ohne Motor in der Centralværkstedet Aarhus umgebaut und für Hilfsfahrzeuge verwendet.

### Weiterer Verbleib
- MT 101: 1944 zum Hilfszugwagen A & B Nr. 11 umgebaut, Petroleumbeleuchtung, Kachelofen, Druckluftbremse, Schraubenbremse; beheimatet zuerst in Padborg, später in Fredericia.[1] 1956 zum Hilfszugwagen 101 umgezeichnet, mit Gasbeleuchtung und Trockentoilette versehen, beheimatet in Roskilde.[2] 1958 zum Spezialwagen 101 umgebaut, beheimatet in Roskilde 1958, Kalundborg 1973–1974 und Helsingør 1980–1981. 1980 in Gold umlackiert.[3] Umgezeichnet 1982 in Dienstwagen 982 0 031, EVN-Nummer: DSB 80 86 982 0 031–4. 1985 in Helsingør ausgemustert.[4]
- MT 102: 1944 zum Hilfszugwagen A & B Nr. 4 umgebaut, Petroleumbeleuchtung, Kachelofen, Druckluftbremse, Schraubenbremse; beheimatet in Nyborg.[5] 1955 zum Hilfszugwagen 104 umgezeichnet, mit Gasbeleuchtung und Trockentoilette versehen, beheimatet in Brande.[6] 1958 zum Spezialwagen 104 umgebaut, beheimatet in Brande 1958 und Frederikshavn 1972–1977, 1979 ausgemustert.[7]
- MT 103: 1944 zum Hilfszugwagen A & B Nr. 8 umgebaut, 1949 von Scandia umgebaut, neues Gewicht 33 Tonnen, Petroleumbeleuchtung, Kachelofen, Druckluftbremse, Schraubenbremse; beheimatet 1951 nach Ausrüstung mit einem neuen Wagenkasten in Struer, neues Gewicht 32,2 Tonnen, 1952 mit Gasbeleuchtung ausgestattet.[8] 1957 zum Werkstattwagen für Kran Nr. 4  umgebaut,[9] 1958 in Specialwagen 424 umgezeichnet (Werkstattwagen für Kran Nr. 144), beheimatet in Århus.[10] Zwischen 1983 und 1985 in Dienstwagen 982 0 424 umgezeichnet und als Werkstattwagen für Kran 982 3 144 eingesetzt. EVN-Nummer: 80 86 982 0 424-1. Neue Höchstgeschwindigkeit 90 km/h, zwischen 1988 und 1994 ausgemustert.[11]
- MT 104: 1943 zum Hilfszugwagen A & B Nr. 5 umgebaut, Petroleumbeleuchtung, Kachelofen, Druckluftbremse, Schraubenbremse; beheimatet in Fredericia.[12] 1956 zum Hilfszugwagen 102 umgezeichnet und mit Gasbeleuchtung versehen, beheimatet in Næstved.[13] 1958 zum Spezialwagen 102 zur Verwendung im Hilfszug umgezeichnet, danach nach Randers umbeheimatet.[14] 1973 zum Spezialwagen 749 als Werkzeugwagen umgebaut, neues Gewicht 28 Tonnen, letzte Beheimatung Roskilde, 1980 ausgebrannt und 1984 ausgemustert.[15]
- MT 105: 1943 zum Hilfszugwagen A & B Nr. 6 umgebaut, Petroleumbeleuchtung, Kachelofen, Druckluftbremse, Schraubenbremse; beheimatet in Århus, ab 1951 in Struer.[16] 1956 zum Hilfszugwagen 103 umgezeichnet und mit Gasbeleuchtung und Trockentoilette versehen, beheimatet in Randers.[17] 1958 zum Spezialwagen 103 zur Verwendung im Hilfszug umgezeichnet, danach nach Næstved umbeheimatet.[18] 1973 zum Spezialwagen 748 als Werkzeugwagen umgebaut, neues Gewicht 28 Tonnen, beheimatet in Roskilde,[19] 1982 in Dienstwagen 980 0 748 umgezeichnet, EVN-Nummer: DSB 80 86 980 0 748–7. 1987 an Odsherred Jernbane verkauft, 1997 an Nordsjællands Veterantog. 1999 an Dansk Jernbane-Klub, aufbewahrt in Marslev.[20]